# Перетворення Боголюбова
Перетворення Боголюбова — унітарне перетворення, що дозволяє перейти від одного набору операторів народження та знищення до іншого і застосовується здебільшого для діагоналізації гамільтоніана. Перетворення названі на честь Миколи Миколайовича Боголюбова.
Нехай задані оператори народження і знищення із комутаційним співвідношенням:
{\displaystyle [{\hat {a}}^{\dagger },{\hat {a}}]} = 1,
де квадратні дужки означають комутатор для бозонів або антикомутатор для ферміонів 
Перехід до нових операторів здійснюється унітарним перетоворенням:
{\displaystyle {\hat {a}}^{\prime }=u{\hat {a}}+v{\hat {a}}^{\dagger }}
{\displaystyle {\hat {a}}^{\prime \dagger }=u^{*}{\hat {a}}^{\dagger }+v^{*}{\hat {a}}}.
де u та v - комплексні числа. Тоді при виконанні умови 
{\displaystyle |u|^{2}\mp |v|^{2}=1},
нові оператори задовільнятимуть комутаційним співвідношенням 
{\displaystyle [{\hat {a}}^{\prime \dagger },{\hat {a}}^{\prime }]} = 1.
Знак мінус відповідає бозонам, плюс — ферміонам. При виконанні зазначеної умови при виборі чисел u та v залишається довільність, яку можна використати для інших цілей. 

## Виноски
1. ↑  Nikolai Bogoliubov: On the theory of superfluidity, J. Phys. (USSR), 11, p. 23 (1947)